# Средний Петергоф
Сре́дний Петерго́ф — серединная часть города Петергофа. Расположен между Верхним садом и Фабричным оврагом. Соединяет Новый и Старый Петергоф. Назывался так же «Квартал за Гербом» (слово «квартал» до революции употреблялось не только в современном смысле, но и в качестве административно-полицейского подразделения во главе с особым квартальным надзирателем[значимость факта?]) за своё расположение западнее флигеля под Гербом императорского Большого Петергофского дворца. Один из самых поздних районов города, согласно А. Ф. Гейроту возник уже в 1835 году, когда «высочайше повелено было свободные места между Верхним садом и Фабричным каналом…. …раздать желающим строится»…. Поэтому здесь преобладала частная застройка. На старинной карте Петергофа, датированной 1909 годом, Средний Петергоф обозначен как часть Нового Петергофа.

## История

### Правление Петра
Долгое время участок, на котором возникнет Средний Петергоф оставался пустынным. Лишь с петровских времён, на краю Фабричного оврага существовала «алмазная мельница» (будущая Гранильная фабрика), работавшая на водяной силе, да всю территорию пересекал Косой канал (ныне, канал Гольца — часть возведённого в 1720-х гг фонтанного водовода). С 1727 года между алмазной мельницей и Верхним садом была возведена земляная крепость Петра II (исчезнувшая уже в конце столетия), а в 1785 году возле неё — Кавалерские дома, не сохранившиеся до наших дней. Но в целом территория будущего городского района оставалась пустынной. Свою нынешнюю планировку Средний Петергоф получит уже в девятнадцатом веке.

### ВременаВеликой Отечественной войны
В 1941 — 1944 годах Средний Петергоф находился на оккупированной территории и сильно пострадал. Из всей разнообразной застройки, сохранились: особняк Всеволожского (1848 год, архитектор Гаспар Форсатти(?)), дом Редичкина, дом Захари, три дома частных владельцев XIX века, Военная школа (1914 год, архитектор Ильин), казармы Конно-Гренадерского полка (1839 год, в 1868 году перестроены в камне), а также ансамбль Разводной площади (1834 — 1841 годы, архитектор  И. И. Шарлемань 1-й).

## Список исторических улиц Среднего Петергофа
- Золотая улица (Петергоф)
- Конно-Гренадерская улица (Петергоф)
- Мастеровой переулок (Петергоф)
- Улица Морского Десанта (Петергоф)
- Пролётная улица (Петергоф)
- Разводная площадь (Петергоф)
- Разводная улица (Петергоф)
- Санкт-Петербургский проспект (Петергоф)
- Эйхенская улица
- Фабричная улица (Петергоф)
- Прудовая улица (Петергоф)
- Волконская улица (Петергоф)